# Речане (Сува Река)
Речане (алб. Reçan) је насеље у општини Сува Река на Косову и Метохији. Атар насеља се налази на територији катастарске општине Речане површине 679 ha. Године 1348. српски цар Стефан Душан је даровао ово село свом манастиру Св. Арханђела код Призрена. Међе које су тада биле потанко обележене одржале су до данас своје неизмењене називе. Сматра се да је већ тада у међама села била и црква Светог Ђорђа — задужбина непознатог војводе који је ту сахрањен 1370. године, како сведочи надгробна плоча у поду цркве. Половином XIX века црква је била оронула, полусрушеног кубета и запустела. Иноверни мештани пастири су у њој зимовали и затварали своје козе, а лети им је служила као пландиште за стоку. Почетком XX века је делимично обновљена. У цркви је сачувано нешто око половине првобитног живописа. Од десет композиција из циклуса посвећеног патрону цркве — Светом Ђорђу, сачувано је шест сцена, које имају велики иконографски и културни значај. Прве три сцене су рађене по српским преводима житија Светог Ђорђа, док доњу зону заузимају ликови појединачних светитеља и Поклоњење агнецу у апсиди. На јужном зиду западног травеја, у низу стојећих фигура, насликано је пет жена-мученица, а на западном зиду четири света ратника. Сви натписи су на словенском језику. Живопис је настао у седмој деценији XIV века, као дело двојице зографа из Призренске сликарске школе. Од 1956. до 1960. године на цркви и фрескама су изведени конзерваторски радови.

## Демографија
Насеље има албанску етничку већину.
Број становника на пописима:
- попис становништва 1948. године: 363
- попис становништва 1953. године: 421
- попис становништва 1961. године: 524
- попис становништва 1971. године: 706
- попис становништва 1981. године: 896
- попис становништва 1991. године: 1065